# Liste der State-, U.S.- und Interstate-Highways in Tennessee
Dies ist eine Liste der State-, U.S.- und Interstate-Highways im US-Bundesstaat Tennessee.

## State Routes

### Gegenwärtige Strecken
- Tennessee State Route 1
- Tennessee State Route 2
- Tennessee State Route 3
- Tennessee State Route 4
- Tennessee State Route 5
- Tennessee State Route 6
- Tennessee State Route 7
- Tennessee State Route 8
- Tennessee State Route 9
- Tennessee State Route 10
- Tennessee State Route 11
- Tennessee State Route 12
- Tennessee State Route 13
- Tennessee State Route 14
- Tennessee State Route 15
- Tennessee State Route 16
- Tennessee State Route 17
- Tennessee State Route 18
- Tennessee State Route 19, siehe Nutbush City Limits
- Tennessee State Route 20
- Tennessee State Route 21
- Tennessee State Route 22
- Tennessee State Route 23
- Tennessee State Route 24
- Tennessee State Route 25
- Tennessee State Route 26
- Tennessee State Route 27
- Tennessee State Route 28
- Tennessee State Route 29
- Tennessee State Route 30
- Tennessee State Route 31
- Tennessee State Route 32
- Tennessee State Route 33
- Tennessee State Route 34
- Tennessee State Route 35
- Tennessee State Route 36
- Tennessee State Route 37
- Tennessee State Route 38
- Tennessee State Route 39
- Tennessee State Route 40
- Tennessee State Route 41
- Tennessee State Route 43
- Tennessee State Route 44
- Tennessee State Route 45
- Tennessee State Route 46
- Tennessee State Route 47
- Tennessee State Route 48
- Tennessee State Route 49
- Tennessee State Route 50
- Tennessee State Route 51
- Tennessee State Route 52
- Tennessee State Route 53
- Tennessee State Route 54
- Tennessee State Route 55
- Tennessee State Route 56
- Tennessee State Route 57
- Tennessee State Route 58
- Tennessee State Route 59
- Tennessee State Route 60
- Tennessee State Route 61
- Tennessee State Route 62
- Tennessee State Route 63
- Tennessee State Route 64
- Tennessee State Route 65
- Tennessee State Route 66
- Tennessee State Route 67
- Tennessee State Route 68
- Tennessee State Route 69
- Tennessee State Route 70
- Tennessee State Route 71
- Tennessee State Route 72
- Tennessee State Route 73
- Tennessee State Route 74
- Tennessee State Route 75
- Tennessee State Route 76
- Tennessee State Route 77
- Tennessee State Route 78
- Tennessee State Route 79
- Tennessee State Route 80
- Tennessee State Route 81
- Tennessee State Route 82
- Tennessee State Route 83
- Tennessee State Route 84
- Tennessee State Route 85
- Tennessee State Route 86
- Tennessee State Route 87
- Tennessee State Route 88
- Tennessee State Route 89
- Tennessee State Route 90
- Tennessee State Route 91
- Tennessee State Route 92
- Tennessee State Route 93
- Tennessee State Route 94
- Tennessee State Route 95
- Tennessee State Route 96
- Tennessee State Route 97
- Tennessee State Route 98
- Tennessee State Route 99
- Tennessee State Route 100
- Tennessee State Route 101
- Tennessee State Route 102
- Tennessee State Route 103
- Tennessee State Route 104
- Tennessee State Route 105
- Tennessee State Route 106
- Tennessee State Route 107
- Tennessee State Route 108
- Tennessee State Route 109
- Tennessee State Route 110
- Tennessee State Route 111
- Tennessee State Route 112
- Tennessee State Route 113
- Tennessee State Route 114
- Tennessee State Route 115
- Tennessee State Route 116
- Tennessee State Route 117
- Tennessee State Route 118
- Tennessee State Route 119
- Tennessee State Route 120
- Tennessee State Route 121
- Tennessee State Route 122
- Tennessee State Route 123
- Tennessee State Route 124
- Tennessee State Route 125
- Tennessee State Route 126
- Tennessee State Route 127
- Tennessee State Route 128
- Tennessee State Route 129
- Tennessee State Route 130
- Tennessee State Route 131
- Tennessee State Route 133
- Tennessee State Route 134
- Tennessee State Route 135
- Tennessee State Route 136
- Tennessee State Route 137
- Tennessee State Route 138
- Tennessee State Route 139
- Tennessee State Route 140
- Tennessee State Route 141
- Tennessee State Route 142
- Tennessee State Route 143
- Tennessee State Route 144
- Tennessee State Route 145
- Tennessee State Route 146
- Tennessee State Route 147
- Tennessee State Route 148
- Tennessee State Route 149
- Tennessee State Route 150
- Tennessee State Route 151
- Tennessee State Route 152
- Tennessee State Route 153
- Tennessee State Route 154
- Tennessee State Route 155
- Tennessee State Route 156
- Tennessee State Route 157
- Tennessee State Route 158
- Tennessee State Route 159
- Tennessee State Route 160
- Tennessee State Route 161
- Tennessee State Route 162
- Tennessee State Route 163
- Tennessee State Route 164
- Tennessee State Route 165
- Tennessee State Route 166
- Tennessee State Route 167
- Tennessee State Route 168
- Tennessee State Route 169
- Tennessee State Route 170
- Tennessee State Route 171
- Tennessee State Route 172
- Tennessee State Route 173
- Tennessee State Route 174
- Tennessee State Route 175
- Tennessee State Route 176
- Tennessee State Route 177
- Tennessee State Route 178
- Tennessee State Route 179
- Tennessee State Route 180
- Tennessee State Route 181
- Tennessee State Route 182
- Tennessee State Route 183
- Tennessee State Route 184
- Tennessee State Route 185
- Tennessee State Route 186
- Tennessee State Route 187
- Tennessee State Route 188
- Tennessee State Route 189
- Tennessee State Route 190
- Tennessee State Route 191
- Tennessee State Route 192
- Tennessee State Route 193
- Tennessee State Route 194
- Tennessee State Route 195
- Tennessee State Route 196
- Tennessee State Route 197
- Tennessee State Route 198
- Tennessee State Route 199
- Tennessee State Route 200
- Tennessee State Route 201
- Tennessee State Route 202
- Tennessee State Route 203
- Tennessee State Route 204
- Tennessee State Route 205
- Tennessee State Route 206
- Tennessee State Route 207
- Tennessee State Route 208
- Tennessee State Route 209
- Tennessee State Route 210
- Tennessee State Route 211
- Tennessee State Route 212
- Tennessee State Route 213
- Tennessee State Route 214
- Tennessee State Route 215
- Tennessee State Route 216
- Tennessee State Route 217
- Tennessee State Route 218
- Tennessee State Route 219
- Tennessee State Route 220
- Tennessee State Route 221
- Tennessee State Route 222
- Tennessee State Route 223
- Tennessee State Route 224
- Tennessee State Route 225
- Tennessee State Route 226
- Tennessee State Route 227
- Tennessee State Route 228
- Tennessee State Route 229
- Tennessee State Route 230
- Tennessee State Route 231
- Tennessee State Route 232
- Tennessee State Route 233
- Tennessee State Route 234
- Tennessee State Route 235
- Tennessee State Route 236
- Tennessee State Route 237
- Tennessee State Route 238
- Tennessee State Route 239
- Tennessee State Route 240
- Tennessee State Route 241
- Tennessee State Route 242
- Tennessee State Route 243
- Tennessee State Route 244
- Tennessee State Route 245
- Tennessee State Route 246
- Tennessee State Route 247
- Tennessee State Route 248
- Tennessee State Route 249
- Tennessee State Route 250
- Tennessee State Route 251
- Tennessee State Route 252
- Tennessee State Route 253
- Tennessee State Route 254
- Tennessee State Route 255
- Tennessee State Route 256
- Tennessee State Route 257
- Tennessee State Route 258
- Tennessee State Route 259
- Tennessee State Route 260
- Tennessee State Route 261
- Tennessee State Route 262
- Tennessee State Route 263
- Tennessee State Route 264
- Tennessee State Route 265
- Tennessee State Route 266
- Tennessee State Route 267
- Tennessee State Route 268
- Tennessee State Route 269
- Tennessee State Route 270
- Tennessee State Route 271
- Tennessee State Route 272
- Tennessee State Route 273
- Tennessee State Route 274
- Tennessee State Route 275
- Tennessee State Route 276
- Tennessee State Route 277
- Tennessee State Route 278
- Tennessee State Route 279
- Tennessee State Route 280
- Tennessee State Route 281
- Tennessee State Route 282
- Tennessee State Route 283
- Tennessee State Route 284
- Tennessee State Route 285
- Tennessee State Route 286
- Tennessee State Route 287
- Tennessee State Route 288
- Tennessee State Route 289
- Tennessee State Route 290
- Tennessee State Route 291
- Tennessee State Route 292
- Tennessee State Route 293
- Tennessee State Route 294
- Tennessee State Route 295
- Tennessee State Route 296
- Tennessee State Route 297
- Tennessee State Route 298
- Tennessee State Route 299
- Tennessee State Route 300
- Tennessee State Route 301
- Tennessee State Route 302
- Tennessee State Route 303
- Tennessee State Route 304
- Tennessee State Route 305
- Tennessee State Route 306
- Tennessee State Route 307
- Tennessee State Route 308
- Tennessee State Route 309
- Tennessee State Route 310
- Tennessee State Route 311
- Tennessee State Route 312
- Tennessee State Route 313
- Tennessee State Route 314
- Tennessee State Route 315
- Tennessee State Route 316
- Tennessee State Route 317
- Tennessee State Route 318
- Tennessee State Route 319
- Tennessee State Route 320
- Tennessee State Route 321
- Tennessee State Route 322
- Tennessee State Route 323
- Tennessee State Route 324
- Tennessee State Route 325
- Tennessee State Route 326
- Tennessee State Route 327
- Tennessee State Route 328
- Tennessee State Route 329
- Tennessee State Route 330
- Tennessee State Route 331
- Tennessee State Route 332
- Tennessee State Route 333
- Tennessee State Route 334
- Tennessee State Route 335
- Tennessee State Route 336
- Tennessee State Route 337
- Tennessee State Route 338
- Tennessee State Route 339
- Tennessee State Route 340
- Tennessee State Route 341
- Tennessee State Route 342
- Tennessee State Route 343
- Tennessee State Route 344
- Tennessee State Route 345
- Tennessee State Route 346
- Tennessee State Route 347
- Tennessee State Route 348
- Tennessee State Route 349
- Tennessee State Route 350
- Tennessee State Route 351
- Tennessee State Route 352
- Tennessee State Route 353
- Tennessee State Route 354
- Tennessee State Route 355
- Tennessee State Route 356
- Tennessee State Route 357
- Tennessee State Route 358
- Tennessee State Route 359
- Tennessee State Route 360
- Tennessee State Route 361
- Tennessee State Route 362
- Tennessee State Route 363
- Tennessee State Route 364
- Tennessee State Route 365
- Tennessee State Route 366
- Tennessee State Route 367
- Tennessee State Route 368
- Tennessee State Route 369
- Tennessee State Route 370
- Tennessee State Route 371
- Tennessee State Route 372
- Tennessee State Route 373
- Tennessee State Route 374
- Tennessee State Route 375
- Tennessee State Route 376
- Tennessee State Route 377
- Tennessee State Route 378
- Tennessee State Route 379
- Tennessee State Route 380
- Tennessee State Route 381
- Tennessee State Route 382
- Tennessee State Route 383
- Tennessee State Route 384
- Tennessee State Route 385
- Tennessee State Route 386
- Tennessee State Route 387
- Tennessee State Route 388
- Tennessee State Route 389
- Tennessee State Route 390
- Tennessee State Route 391
- Tennessee State Route 392
- Tennessee State Route 394
- Tennessee State Route 395
- Tennessee State Route 396
- Tennessee State Route 397
- Tennessee State Route 399
- Tennessee State Route 400
- Tennessee State Route 416
- Tennessee State Route 417
- Tennessee State Route 418
- Tennessee State Route 419
- Tennessee State Route 420
- Tennessee State Route 421
- Tennessee State Route 422
- Tennessee State Route 423
- Tennessee State Route 424
- Tennessee State Route 425
- Tennessee State Route 429
- Tennessee State Route 431
- Tennessee State Route 433
- Tennessee State Route 434
- Tennessee State Route 435
- Tennessee State Route 436
- Tennessee State Route 437
- Tennessee State Route 438
- Tennessee State Route 441
- Tennessee State Route 443
- Tennessee State Route 444
- Tennessee State Route 445
- Tennessee State Route 446
- Tennessee State Route 447
- Tennessee State Route 448
- Tennessee State Route 449
- Tennessee State Route 450
- Tennessee State Route 452
- Tennessee State Route 454
- Tennessee State Route 455
- Tennessee State Route 456
- Tennessee State Route 457
- Tennessee State Route 461
- Tennessee State Route 462
- Tennessee State Route 474
- Tennessee State Route 476
- Tennessee State Route 477

### Außer Dienst gestellte Strecken
- Tennessee State Route 42
- Tennessee State Route 132
- Tennessee State Route 398 (geplant, aber nie umgesetzt)
- Tennessee State Route 475 (geplant, aber nie umgesetzt)
- Tennessee State Route 516
- Tennessee State Route 840

### Geplante Strecken
- Tennessee State Route 451
- Tennessee State Route 458
- Tennessee State Route 459
- Tennessee State Route 460

## U.S. Highways

### Gegenwärtige Strecken
- U.S. Highway 11
- U.S. Highway 19
- U.S. Highway 23
- U.S. Highway 25
- U.S. Highway 27
- U.S. Highway 31
- U.S. Highway 41
- U.S. Highway 43
- U.S. Highway 45
- U.S. Highway 51
- U.S. Highway 58
- U.S. Highway 61
- U.S. Highway 64
- U.S. Highway 70
- U.S. Highway 72
- U.S. Highway 74
- U.S. Highway 76
- U.S. Highway 78
- U.S. Highway 79
- U.S. Highway 127
- U.S. Highway 129
- U.S. Highway 231
- U.S. Highway 321
- U.S. Highway 411
- U.S. Highway 412
- U.S. Highway 421
- U.S. Highway 431
- U.S. Highway 441
- U.S. Highway 641

## Interstates

### Hauptstrecken

#### Gegenwärtige Strecken
- Interstate 24
- Interstate 26
- Interstate 40
- Interstate 55
- Interstate 65
- Interstate 75
- Interstate 81

#### Außer Dienst gestellte Strecken
- Interstate 22

#### Geplante Strecken
- Interstate 3
- Interstate 69

### Zubringer und Umgehungen

#### Gegenwärtige Strecken
- Interstate 124
- Interstate 140
- Interstate 155
- Interstate 240
- Interstate 269
- Interstate 275
- Interstate 440
- Interstate 640
- Interstate 840

#### Außer Dienst gestellte Strecken
- Interstate 181
- Interstate 255
- Interstate 265
- Interstate 475 (geplant, aber nie umgesetzt)

#### Geplante Strecken
- Interstate 169